# Hot Rats
Hot Rats — другий сольний музичний альбом Френка Заппи, виданий 10 жовтня 1969 року лейблами Bizarre, Reprise, Rykodisc. Загальна тривалість композицій становить 45:48. Альбом вважають одним із найперших представників жанру джаз-рок. Зайняв 9 позицію в UK Albums Chart.
Це був перший проєкт Заппи після розпаду оригінальної версії The Mothers of Invention. П'ять із шести пісень є інструментальними; у той час як «Willie the Pimp» містить вокал Капітана Біфхарда. У своїх оригінальних коментарях на вкладині Заппа описав альбом як «фільм для ваших вух».
Заппа присвятив альбом своєму новонародженому синові Двезілу. У лютому 2009 року триб'ют-гурт Двізела, Zappa Plays Zappa, присвячений його батькові, отримав Греммі за найкраще рок-інструментальне виконання пісні «Peaches en Regalia» з альбому Hot Rats.
У класичній спеціальній версії Pink Floyd & The Story of Prog Rock журналів Q та Mojo, альбом зайняв 13 місце в списку «40 космічних рок-альбомів». Він також був включений до книги «1001 альбом, який ви повинні почути перед смертю». У 2000 році посів 123 місце в списку 1000 найкращих альбомів Коліна Ларкіна.

## Список пісень
| 1. | Peaches en Regalia     | 3:37  |
|    |                        |       |
| 2. | Willie the Pimp        | 9:16  |
|    |                        |       |
| 3. | Son of Mr. Green Genes | 8:29  |
|    |                        |       |
| 4. | Little Umbrellas       | 3:03  |
|    |                        |       |
| 5. | The Gumbo Variations   | 16:47 |
|    |                        |       |
| 6. | It Must Be a Camel     | 5:16  |
|    |                        |       |